# 洛林的伊莉莎白
洛林的伊莉莎白（法語：Élisabeth de Lorraine，1574年10月9日—1635年1月4日），巴伐利亞選侯夫人，洛林公爵查理三世的女兒。
1595年，伊莉莎白與巴伐利亞公爵威廉五世的長子馬克西米利安結婚。馬克西米利安的母親是伊莉莎白的姑姑洛林的芮內，因此兩人是表兄妹。馬克西米利安與伊莉莎白沒有子女。